# Memphis Tams
Die Memphis Tams waren ein US-amerikanisches Basketballfranchise, das von 1972 bis 1974 in der American Basketball Association spielte. Das Team war drei Spielzeiten lang die New Orleans Buccaneers (1967–1970), bevor es nach Memphis, Tennessee umgesiedelt wurde und von 1970 bis 1972 als Memphis Pros weiterspielte. 1974/75 wurde es in Memphis Sounds umbenannt. Anschließend zog es nach Baltimore, um als Baltimore Claws zu spielen, wurde dann aber aufgelöst, bevor es ein reguläres Spiel austragen konnte.

## Ursprünge
Der Verein waren ein Gründungsmitglied der ABA und spielten von 1967 bis 1970 in der Liga, wobei sie 1969 die Divisionsmeisterschaft in der Western Division gewinnen konnten. Nach der Saison 1969/70 wurde die Mannschaft als Louisiana Buccaneers geplant mit Heimspielen in verschiedenen Städten innerhalb des Staates. Dennoch wurde das Team an einen neuen Eigentümer im August 1970 verkauft und zog nach Memphis, Tennessee, um dort als Memphis Pros weiterzuspielen, weil die bereits gekauften Bucs-Trikots mit geringem Kostenaufwand in Pros-Trikots umgewandelt werden konnten.
In ihrer ersten Saison übernahm die Liga die Leitung der Mannschaft, nachdem der Eigentümer im Dezember ging. Dennoch konnte sie durch den Verkauf von Anteilen an ihren Fans am Leben erhalten werden. Dies erwies sich nur als kurzfristige Lösung und die ABA musste Mitte der zweiten Saison wieder das Team übernehmen.
Am Ende der Saison 1971/72 war es fast sicher, dass sich die Pros woanders ansiedeln müssten. Dennoch kaufte am 13. Juni 1972 Charles O. Finley, der Eigentümer der Oakland A's aus der MLB und der California Golden Seals aus der NHL, die Mannschaft und versprach, sie in Memphis zu halten. Finley warb den früheren Trainer der University of Kentucky Adolph Rupp als Präsident an. Er übernahm ebenso die Verbindlichkeiten des Teams.
Vor der Saison 1972/73 hielt Finley einen Namensfindungswettbewerb ab, aus dem der Spitzname „Tams“ entstand. Der Name wurde aus den drei Staaten gebildet, die in der Nähe von Memphis lagen: Tennessee, Arkansas und Mississippi.  Die Mannschaft änderte ihre Farben in grün, golden und polarweiß, das Farbschema der anderen Teams des Besitzers. Ebenso wurde eine grüne, weiße und goldene Mütze (englisch Tam o'shanter) in das Logo übernommen.

## 1972–1973
Der frühere Trainer Babe McCarthy wurde von Bob Bass ersetzt. Die Tams erhielten George Thompson aus dem Draft der Pittsburgh-Condors-Spieler. Gerald Govan wurde an die Utah Stars im Austausch für Merv Jackson abgegeben. George Thompson nahm am All Star Game teil. Die reguläre Saison beendete man mit nur 20 Siegen bei 64 Niederlagen. Das bedeutete den schlechtesten Wert in der ABA und den letzten Platz in der Eastern Division. Die Tams schafften es nicht in die Playoffs, was zum Teil auf ihre vielen Mannschaftsumstellungen zurückzuführen war; sie machten allein in den ersten zwei Monaten 28 Transfers. Trotz des schlechten Ergebnisses kamen durchschnittlich 3476 Fans zu den Spielen.
Finley ließ die Mannschaft alle Möglichkeiten aus grün, weiß und golden tragen. Dennoch kümmerte er sich wenig bis gar nicht um die Franchisegeschäfte. Entgegen seinen früheren Versprechen verhandelte er bereits mit St. Paul, Minnesota, um das Team dort anzusiedeln. Als dies an die Öffentlichkeit gelangte, wurde Finley fast über Nacht vom Retter zum Paria. Durch mehrere kostensparende Transfers verbesserte er seinen Ruf auch nicht. Als Beispiel entließ er einen erfahrenen Spieler vor Weihnachten und einen anderen am Neujahrstag.

## 1973–1974
Die Tams wählten im Draft Larry Kenon und Larry Finch, außerdem David Thompson, der aber am College blieb. Finley reklamierte bei der ABA einen Interessenkonflikt des ABA-Präsidenten Bill Daniels, da dieser von Finley einen Finderlohn fordern wollte, wenn er diesem dabei helfe, potentielle Käufer für das Team zu finden. Die ABA ging diesen Anschuldigungen nicht nach.
Finley versuchte, die Mannschaft an eine Gruppe Investoren aus Providence, Rhode Island zu verkaufen, aber der Kauf ging nicht voran. Den größten Teil des Sommers war der Status der Tams unklar. Bass kündigte, um eine Position in der Liga anzunehmen, und ab Mitte Juni wurde die Geschäftsstelle geschlossen. Erst Ende August gab Finley sein Wort, dass die Tams spielen würden. In dem Prozess hielt er fast alle Verträge der Liga für die Übertragung in Radio und Fernsehen aufrecht. Als das Trainingslager im September begann, hatte die Mannschaft keinen Trainer und keine Geschäftsführung. Zwei Tage vor dem ersten Vorbereitungsspiel wurde Butch van Breda Kolff als General Manager und Cheftrainer verpflichtet.
Die Tams verpflichteten Charlie Edge, tauschten Larry Kenon mit den New York Nets für Jim Ard und John Baum sowie Johny Neumann mit den Utah Stars für Glen Combs, Ronnie Robinson, Mike Jackson und Geld. George Thompson spielte beim All Star Game. Die Mannschaft hatte wiederum eine schwache reguläre Saison mit 21 Siegen und 63 Niederlagen, dem schlechtesten Ergebnis der Liga.
Durch die schwachen Leistungen fiel die Zuschauerzahl um ein Drittel gegenüber der Vorsaison und lag bei 2331 Zuschauern pro Spiel. Dies geschah größtenteils, weil Finley das Interesse an den Tams zu verlieren schien. Es vergingen Wochen, ohne dass er mit van Breda Kolff über das Mannschaftsgeschäft oder Transfers redete. Er stoppte auch den Druck von Programmheften und ersetzte diese durch frei getippte mimeographische Mannschaftsaufstellungen. Van Breda Kolff war sichtlich frustriert über diese Situation und sagte gegenüber den Basketball News, dass die Tams ein solider Verein wären, wenn sie einen soliden Rückhalt hätten.

## Ergebnis
Nach dieser Saison gab Finley die Mannschaft an die Liga für 1,1 Millionen US-Dollar zurück. Später fand ABA Commissioner Mike Storen eine lokale Investorengemeinschaft, die von Isaac Hayes, Avron Fogelman und Kemmons Wilson angeführt wurde, als Käufer für die Mannschaft. Er trat dann von seiner Position zurück, um die Kontrolle in Memphis zu übernehmen. Storen war vorher erfolgreich bei den Indiana Pacers und den Kentucky Colonels. Bill van Breda Kolff wurde als Trainer und General Manager entlassen. Neuer General Manager wurde der frühere Trainer Bob Bass, neuer Trainer Joe Mullaney. Die Mannschaft verpflichtete Wil Jones von den Kentucky Colonels. Am 17. Juli 1974 wurde die Mannschaft übernommen und in Memphis Sounds umbenannt.
Die Sounds blieben ein weiteres Jahr in Memphis, wurden Vierter in der Eastern Division und verloren in der ersten Runde der Playoffs gegen den kommenden Meister Kentucky Colonels mit 1:4. 3879 Fans kamen zu den Heimspielen, eine Steigerung um zwei Drittel gegenüber dem Vorjahr. Trotz der substanziellen Verbesserung wurde das Team am 17. August 1975 an eine Gruppe verkauft, die es nach Baltimore, Maryland mitnahm, wo es zuerst zu den Baltimore Hustlers und dann zu den Baltimore Claws wurde. Die Claws erwarben kurz den Superstar Dan Issel von den Kentucky Colonels und spielten drei Vorbereitungsspiele, aber sie verloren Issel, alle drei Spiele und schließlich auch das Franchise wegen finanzieller Probleme. Die Mannschaft wurde am 20. Oktober 1975 aufgelöst, ihre Spieler in einem Draft verteilt.